# Charles Robert (chanoine)
Pour les articles homonymes, voir Charles Robert et Robert.
Charles Robert, né le 29 décembre 1804 à Ingouville et mort le 2 mars 1885 à Rouen, est un chanoine et architecte français, auteur de près de 40 édifices religieux, principalement en Seine-Maritime.

## Biographie
Charles Louis Napoléon Robert naît à Ingouville (Le Havre) le 29 décembre 1804, fils de Charles Robert Robert et de Rose Glavet.
Polytechnicien, il est ingénieur naval à Cherbourg. Il est témoin en 1830 de l'embarquement de Charles X au port militaire de Cherbourg.
Dispensé de séminaire, il se prépare au sacerdoce à l'Institution ecclésiastique d'Yvetot où il devient professeur en 1837. Il est bachelier ès-sciences et l'année suivante licencié ès-sciences. Nommé chanoine par le cardinal Bonnechose, il quitte Yvetot en 1861.
Chanoine honoraire, il entre au chapitre cathédral de Rouen. Intendant, il fait reprendre en 1876 les travaux de la flèche de la cathédrale par l'architecte Barthélémy. Il joue un rôle important dans la fondation en 1872 au Havre de l'externat Saint-Joseph, dépendant de l'Institution d'Yvetot.
Il est le procureur en 1884 du cardinal Thomas pour la prise de possession canonique du siège archiépiscopal.
Il est membre de la Commission départementale des Antiquités de la Seine-Inférieure.
Il meurt à son domicile au no 1 rue Saint-Romain à Rouen le 2 mars 1885. Ses obsèques sont célébrées dans la cathédrale Notre-Dame de Rouen et il est inhumé à Yvetot.

## Distinctions
- Chevalier de la Légion d'honneur (11 août 1866)[2]

## Réalisations
- abbatiale Notre-Dame-de-Grâce à Bricquebec - 1834
- Hospice à Yvetot - 1837
- bâtiments et chapelle de l'Institution ecclésiastique à Yvetot - 1837
- restauration de l'église Notre-Dame-de-l'Assomption à Manneville-ès-Plains - 1842
- restauration de l'église Notre-Dame à Ingouville - 1843
- chapelle de l'hospice à Yvetot - 1845
- église Saint-Vincent-de-Paul au Havre - 1849
- église Sainte-Austreberthe à Veauville-lès-Baons - 1850
- église de l'Immaculée-Conception (église catholique allemande) au Havre - 1865, détruite en 1970
- chapelle du couvent Notre-Dame dite les Orphelines au Havre - 1870
- chapelle du couvent de Sœurs Compassionnistes de Montault à Rouen - 1873
- péristyle du temple protestant à Bolbec - 1874
- chapelle du couvent des Pénitents - 1876, détruite en 1984
- église Saint-Denis-de-Sanvic à Sainte-Adresse - 1877
- église Saint-Joseph à Rouen - 1878
- église Sainte-Anne au Havre - 1884

- institution Join-Lambert à Rouen
- église Saint-Martin à Barentin
- église Saint-Joseph au Havre, détruite en 1944

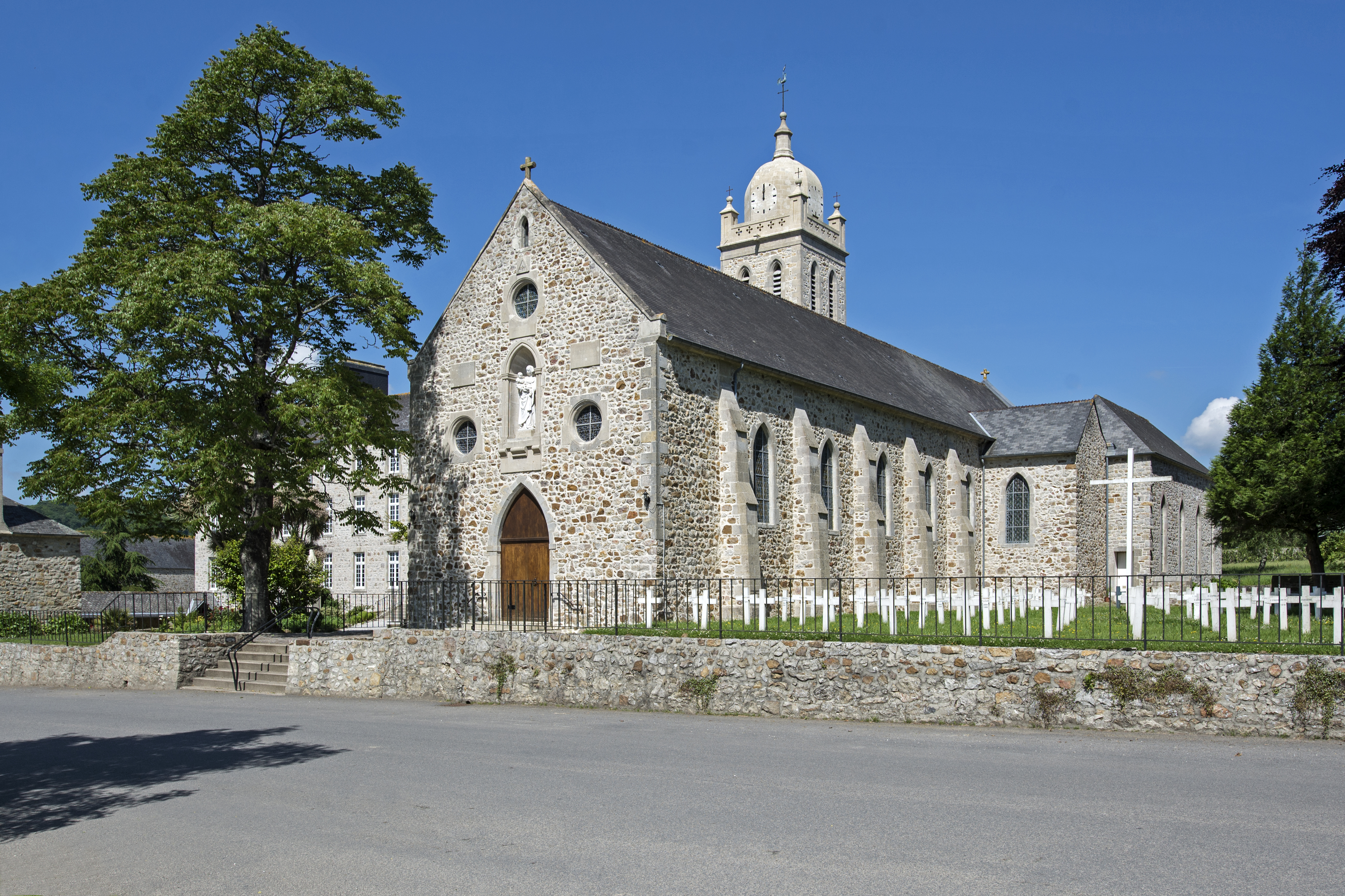
Abbatiale Notre-Dame-de-Grâce à Bricquebec.
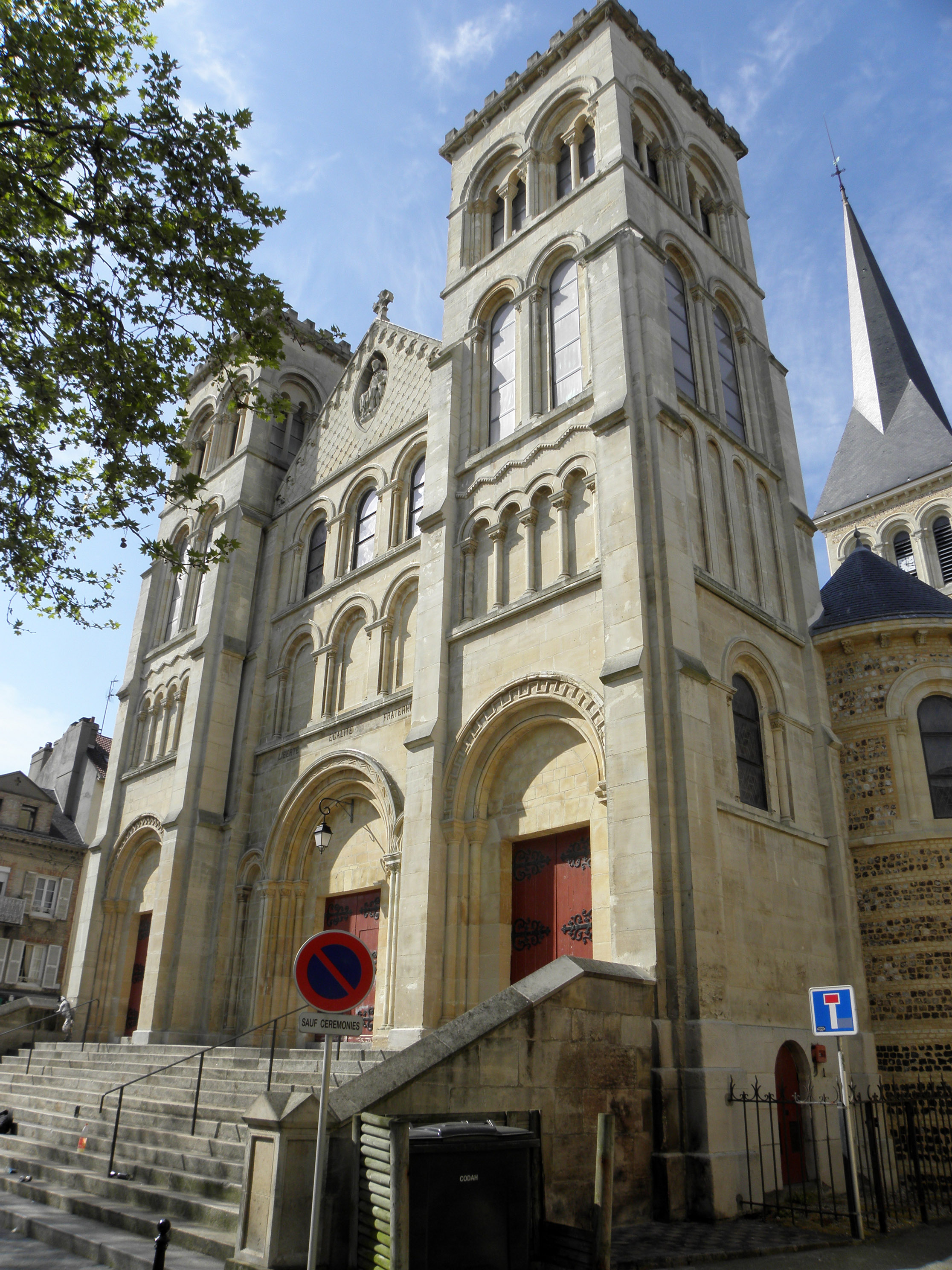
Église Saint-Vincent au Havre.
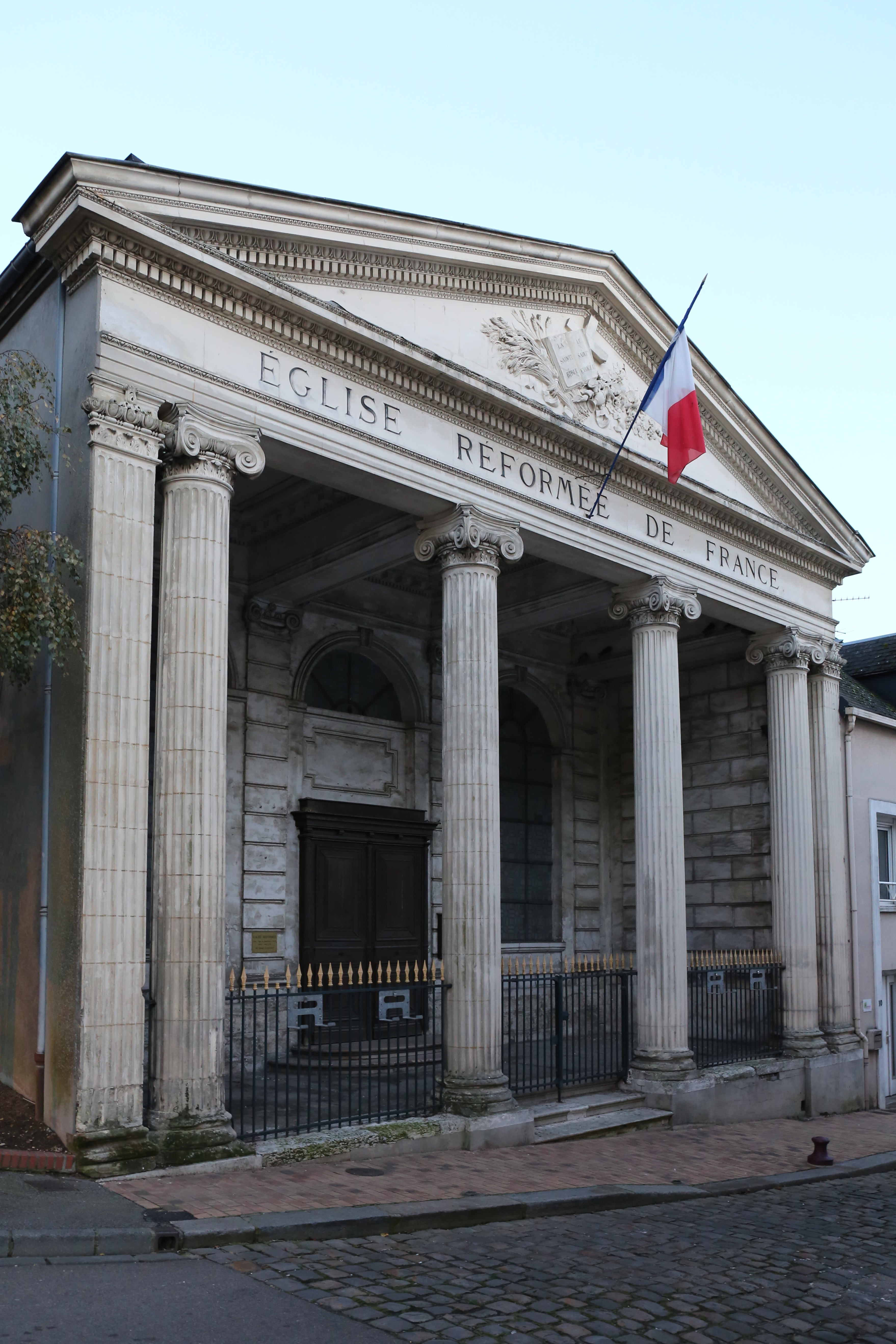
Temple protestant à Bolbec.
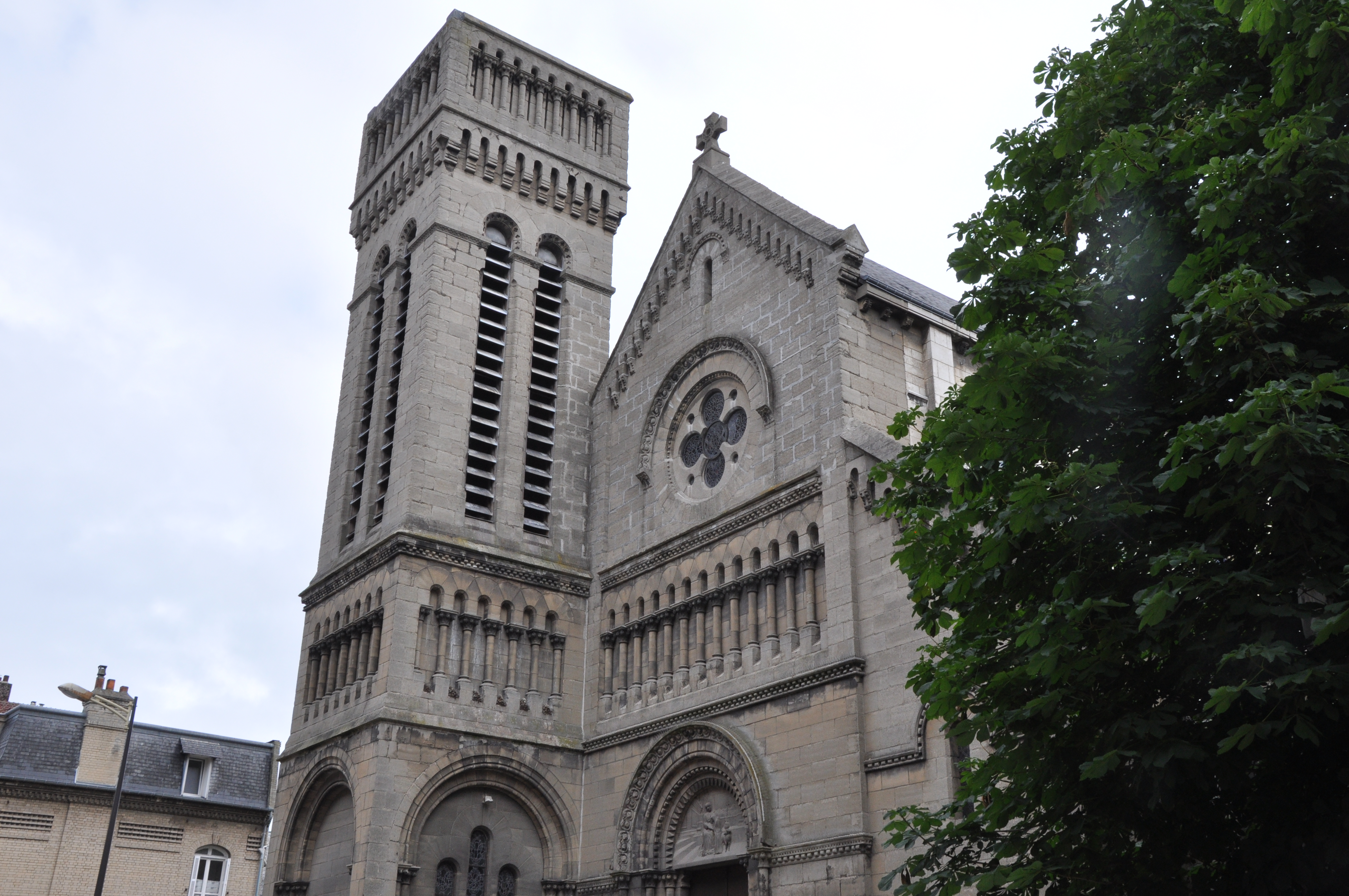
Église Sainte-Anne au Havre.
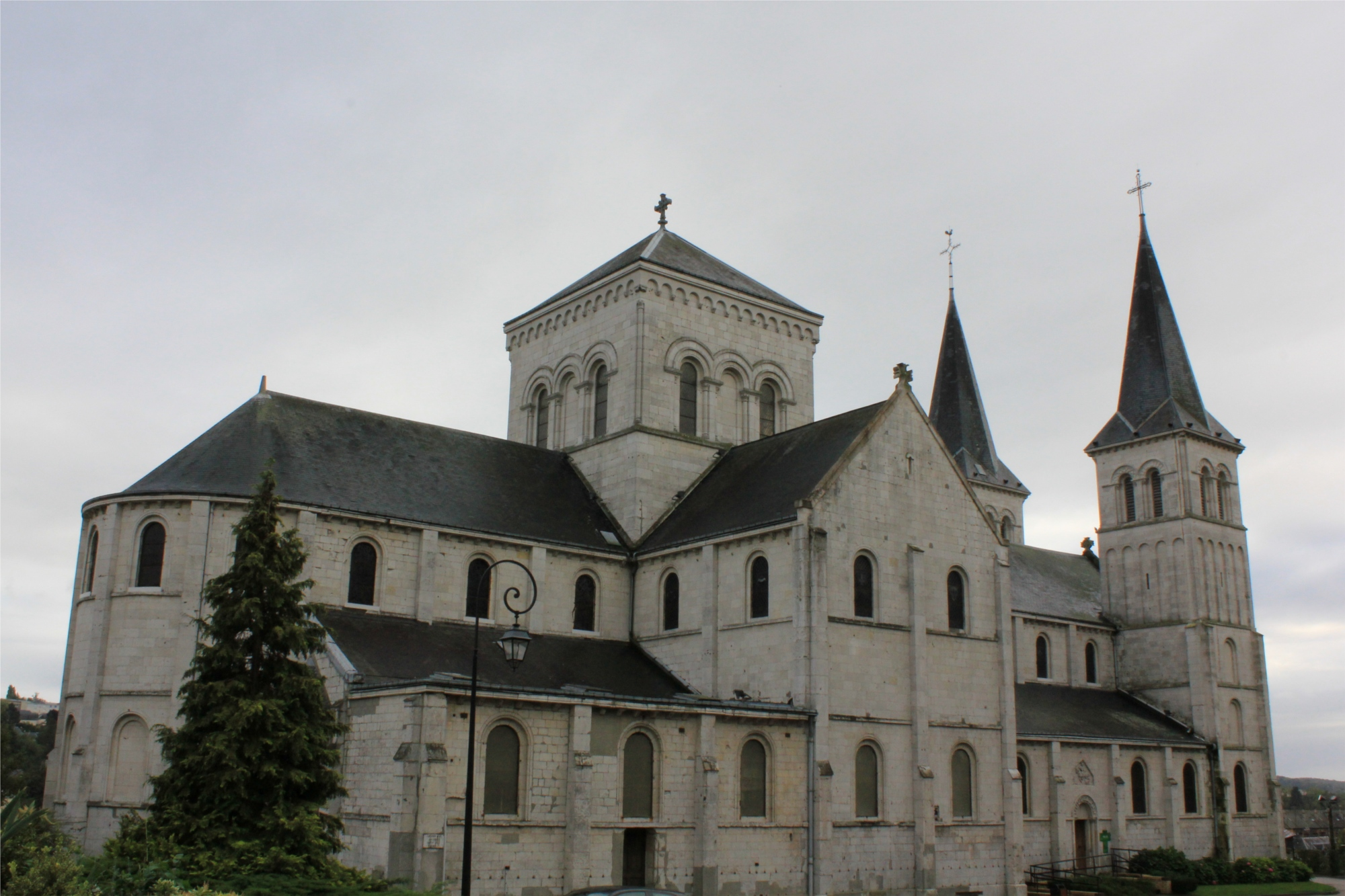
Église Saint-Martin à Barentin.